# Грімслі (Теннессі)
Грімслі (англ. Grimsley) — переписна місцевість (CDP) в США, в окрузі Фентресс штату Теннессі. Населення — 1219 осіб (2020).

## Географія
Грімслі розташоване за координатами 36°16′34″ пн. ш. 84°59′49″ зх. д. / 36.27611° пн. ш. 84.99694° зх. д. (36.276069, -84.996939).  За даними Бюро перепису населення США в 2010 році переписна місцевість мала площу 28,19 км², уся площа — суходіл.

## Демографія
Згідно з переписом 2010 року, у переписній місцевості мешкало 1167 осіб у 437 домогосподарствах у складі 323 родин. Густота населення становила 41 особа/км².  Було 524 помешкання (19/км²).
Расовий склад населення:
| - 97,8 % — білих - 0,3 % — корінних американців - 0,3 % — чорних або афроамериканців |

До двох чи більше рас належало 1,5 %. Частка іспаномовних становила 0,6 % від усіх жителів.
За віковим діапазоном населення розподілялося таким чином: 27,6 % — особи молодші 18 років, 59,7 % — особи у віці 18—64 років, 12,7 % — особи у віці 65 років та старші. Медіана віку мешканця становила 37,4 року. На 100 осіб жіночої статі у переписній місцевості припадало 98,8 чоловіків;  на 100 жінок у віці від 18 років та старших — 91,6 чоловіків також старших 18 років.
Середній дохід на одне домашнє господарство  становив 38 299 доларів США (медіана — 34 257), а середній дохід на одну сім'ю — 45 733 долари (медіана — 40 057). За межею бідності перебувало 28,8 % осіб, у тому числі 31,6 % дітей у віці до 18 років та 33,0 % осіб у віці 65 років та старших.
Цивільне працевлаштоване населення становило 416 осіб. Основні галузі зайнятості: будівництво — 24,0 %, роздрібна торгівля — 16,6 %, освіта, охорона здоров'я та соціальна допомога — 15,6 %.